# Me declaro culpable (telenovela)
Me declaro culpable es una telenovela mexicana producida por Angelli Nesma Medina para Televisa entre 2017 y 2018. Es la adaptación de la telenovela argentina Por amarte así, de Claudio Lacelli y Carolina Parmo, basada en la idea de Martín Kweller y Gabriel Corrado. La telenovela aborda el tema de la eutanasia, la esquizofrenia y la bipolaridad. Se estrenó por Las Estrellas el 6 de noviembre de 2017 en sustitución de En tierras salvajes, y finalizó el 28 de enero de 2018 siendo reemplazada por Hijas de la luna.
Esta protagonizada por Mayrín Villanueva, Juan Soler, Irina Baeva y Juan Diego Covarrubias, junto con Daniela Castro, Pedro Moreno, Sabine Moussier, Ramiro Fumazoni y Alejandra García en los roles antagónicos. Cuenta con las actuaciones estelares de Alejandro Ávila y Lisset y el primer actor Enrique Rocha.

## Trama
Franco Urzúa (Juan Soler) es un prestigioso abogado que tiene su carrera basada en ética y valores morales, siempre dedicado a defender a los más necesitados. Él vive un matrimonio de altos y bajos con Roberta (Daniela Castro), una mujer que pone en peligro la felicidad de la familia debido a su bipolaridad. Los dos son padres de Natalia (Irina Baeva), una chica un tanto consentida, pero de buen corazón.
La vida de Franco cambia por completo cuando se enfrenta con el caso de Alba (Mayrín Villanueva), una mujer que está detenida por haber cometido eutanasia con su marido, que estaba agonizando en su lecho de muerte. Franco se conmueve con la historia de Alba y decide ayudarla a ser eximida. El objetivo de Alba es recuperar la custodia de su hijo, que está bajo el cuidado de la esquizofrénica Ingrid (Sabine Moussier), cuñada de Alba que la odia. Entre tanta complicidad, Franco y Alba se enamoran perdidamente.
Mientras tanto, Natalia también pasa por sofocones. Después de ser drogada por su novio, Julián (Pedro Moreno), ella atropella y deja paralítico a la gran promesa del fútbol, Paolo (Juan Diego Covarrubias), que ve su carrera ser destruida y es abandonado por la novia, Katia (Ale García). Lo que ninguno de los dos imaginaba es que en medio de la frustración de Paolo y la culpa de Natalia, nacería un amor entre los dos.

## Reparto
Parte de los miembros del reparto se confirmó el 14 de agosto de 2017, a través de la página web de Las Estrellas.

### Principales
- Daniela Castro como Roberta Monroy de Urzúa
  - Ana Paula Martínez como Roberta Monroy (niña)
- Mayrín Villanueva como Alba Castillo Téllez vda. de Dueñas[7]
- Juan Soler como Franco Urzúa Lara[8]
- Juan Diego Covarrubias como Paolo Leiva Ruiz[9]
- Irina Baeva como Natalia Urzúa Monroy[9]
- Pedro Moreno como Julián Soberón
- Sabine Moussier como Ingrid Dueñas López
- Enrique Rocha como Mauro Monroy Lacherade
- Alejandro Ávila como Gael Ahumada
- Ramiro Fumazoni como Tiziano Castolo
- Alejandra García como Katia Romo
- Lisset como Bianca Olmedo
- Margarita Magaña como Julieta Ruvalcaba
- Amairani como Luciana
- Arlette Pacheco como Enriqueta "Queta" Ruiz
- Alejandro Aragón como Raúl
- Ricardo Vera como el Dr. Mendizábal
- Mariano Palacios como Dante
- Ramsés Alemán como Emanuel
- Bibelot Mansur como Celia
- Amanda Libertad como Olga
- Mikel Mateos como Gabriel Dueñas Castillo
- Christian Vega como Pedro Ruvalcaba
- Marco Méndez como Javier Dueñas López

### Recurrentes
- Michelle Orozco como Valentina
- Álvaro de Silva como Tomás
- Fernanda Vizzuet como Lorena
- Ruth Rosas como Reclusa
- Marcela Morett como Guardia
- Carlos Said como Patricio Dueñas

### Estrellas invitadas especiales
- Miguel Herrera como Él mismo[10]

## Producción
La producción de la telenovela inicio grabaciones oficialmente en el foro 9 de Televisa San Ángel el 14 de agosto de 2017 junto con el claquetazo oficial y una misa de arranque, 10 días después se inició grabaciones en locaciones.
Inicialmente se contemplaba a la actriz Angelique Boyer para formar parte de la telenovela, pero posteriormente se anunció que su acuerdo de exclusividad con Televisa había terminado, por lo que Boyer decidió rechazar el proyecto. Tras la salida de Boyer del proyecto se confirma que Irina Baeva y Juan Diego Covarrubias serían los protagonistas juveniles de la historia.  El 15 de agosto de 2017, la página oficial de People en Español informó que Mayrín Villanueva fue elegida para protagonizar la telenovela. El 29 de agosto de 2017 se confirmó que Daniela Castro y Juan Soler serían los personajes principales de la historia; anteriormente, ambos actores ya habían protagonizado una telenovela de 1996 titulada Cañaveral de pasiones.

### Música
| N.º | Título                                                                         | Escritor(es)                                                   | Duración |  |
| 1.  | «Me declaro culpable» (María José y Manuel Mijares)                            | Luis Carlos Monroy Díaz y Jaime Flores Monterrubio             | 3:48     |  |
| 2.  | «Somos cómplices» (Ernesto D'Alessio)                                          | Alejandro Mariano Sirvent Barton y Carla Ximena Herrera Bowles | 3:38     |  |
| 3.  | «Te quiero» (Juan Diego Covarrubias e Irina Baeva)                             | Alejandro Mariano Sirvent Barton                               | 2:05     |  |
| 4.  | «Es por ti» (Mariano Palacios, Daniel Ron, Diego Medel y Antonio León)         | Alejandro Mariano Sirvent Barton y Juan Manuel Aguilar         |          |  |
| 5.  | «Pura electricidad» (Mariano Palacios, Daniel Ron, Diego Medel y Antonio León) | Alejandro Mariano Sirvent Barton y Juan Manuel Aguilar         |          |  |
| 6.  | «Quema» (Mariano Palacios, Daniel Ron, Diego Medel y Antonio León)             | Alejandro Mariano Sirvent Barton                               | 3:24     |  |
| 7.  | «No me juzgues» (Lisset)                                                       | Alejandro Mariano Sirvent Barton                               | 4:06     |  |

## Audiencia
| Temporada | Horario (CT)                                                       | Episodios | Primera emisión        | Primera emisión      | Última emisión      | Última emisión       | Prom. de espectadores (millones) |
| Temporada | Horario (CT)                                                       | Episodios | Fecha                  | Audiencia (millones) | Fecha               | Audiencia (millones) | Prom. de espectadores (millones) |
| --------- | ------------------------------------------------------------------ | --------- | ---------------------- | -------------------- | ------------------- | -------------------- | -------------------------------- |
| 1         | lunes a viernes 19:30 - 20:30 h. domingo 20:30 - 22:30 h. (ep. 61) | 61        | 6 de noviembre de 2017 | 3.0                  | 28 de enero de 2018 | 3.3                  | 2.84                             |

## Episodios
| N.º | Título                                                                             | Fecha de emisión original | Audiencia (millones) |
| --- | ---------------------------------------------------------------------------------- | ------------------------- | -------------------- |
| 1 | «Natalia atropella a Paolo»                                                        | 6 de noviembre de 2017    | 3.0                  |
| Natalia vive la peor pesadilla de su vida, mientras escapa de su novio Julián, que la drogó con la intención de abusar de ella, atropella a Paolo, un futbolista profesional, acabando con lo que siempre soñó, jugar en Europa. |                                                                                    |                           |                      |
| 2 | «Franco acepta la defensa de Alba»                                                 | 7 de noviembre de 2017    | 2.8                  |
| Al enterarse de que Alba vive injustamente tras las rejas para cumplir la última voluntad de su marido, Franco accede a defenderla, se convence de ganar el caso y le asegura que muy pronto saldrá de la cárcel para estar de nuevo con su hijo. |                                                                                    |                           |                      |
| 3 | «Alba sale de la cárcel»                                                           | 8 de noviembre de 2017    | 3.0                  |
| Franco devuelve su libertad a Alba y consigue demostrar que está siendo acusada injustamente, ya que desconectó a Javier en un inmenso acto amoroso. |                                                                                    |                           |                      |
| 4 | «Alba se reencuentra con su hijo»                                                  | 9 de noviembre de 2017    | 3.2                  |
| Tras salir de la cárcel, Alba busca a su hijo para darle la noticia, este accede a hablar con su madre, pero Ingrid tiene la firme idea de quedarse con Gabriel y acusar a Alba de secuestro. |                                                                                    |                           |                      |
| 5 | «Natalia sospecha que ella atropelló a Paolo»                                      | 10 de noviembre de 2017   | 3.0                  |
| Paolo le cuenta a Natalia cómo fue atropellado, pero todo coincide con el accidente que ella provocó y sospecha que ella tiene la culpa de su desgracia. |                                                                                    |                           |                      |
| 6 | «Roberta intenta suicidarse»                                                       | 13 de noviembre de 2017   | 2.8                  |
| Roberta tiene el corazón roto, se siente amenazada por la cercanía de Alba y Franco, por lo que sufre una nueva crisis creyendo que es un estorbo e intenta quitarse la vida. |                                                                                    |                           |                      |
| 7 | «Alba no podrá estar cerca de Gabriel»                                             | 14 de noviembre de 2017   | 3.1                  |
| Ingrid tiene la firme idea de quedarse con Gabriel y pone una trampa a Alba para obtener una orden de alejamiento en su contra y evitar que se acerque a su hijo. |                                                                                    |                           |                      |
| 8 | «Ingrid cree que Alba y Franco son amantes»                                        | 15 de noviembre de 2017   | 3.0                  |
| Ingrid sigue a Alba hasta su apartamento donde la ve despedirse de Franco y asume que son amantes, cuando busca a Mauro para contarle lo que está pasando, Roberta se entera. |                                                                                    |                           |                      |
| 9 | «Franco se separa de Roberta»                                                      | 16 de noviembre de 2017   | 3.0                  |
| El matrimonio de Franco y Roberta a lo largo de los años se ha deteriorado y convertido en una relación sin amor, por lo que decide separarse de su esposa, al menos por un tiempo. |                                                                                    |                           |                      |
| 10 | «Natalia intenta confesar su crimen»                                               | 17 de noviembre de 2017   | 2.8                  |
| Natalia quiere enfrentarse a lo que hizo y contarle a su padre, pero tanto Julián como Roberta se lo impiden, intimidándola con el hecho de que perderá el amor de Franco. |                                                                                    |                           |                      |
| 11 | «Natalia demuestra su amor por Paolo»                                              | 20 de noviembre de 2017   | 2.8                  |
| Natalia prepara una cena romántica para Paolo donde finalmente acepta lo especial que es, porque tiene todo lo que ella siempre ha soñado y ya no puede ocultar que está enamorada. |                                                                                    |                           |                      |
| 12 | «Alba pierde la confianza en Franco»                                               | 21 de noviembre de 2017   | 2.7                  |
| Roberta planea un encuentro íntimo entre Alba y Franco, pero Alba cree que fue él quien provocó todo con la intención de llevarla a la cama. |                                                                                    |                           |                      |
| 13 | «Ingrid pone a Gabriel en contra de Alba»                                          | 22 de noviembre de 2017   | 2.7                  |
| Ingrid envenena la mente de Gabriel diciéndole que su padre tuvo la oportunidad de salvarle la vida, pero Alba decidió quitarle la vida sin pensar en ellos. |                                                                                    |                           |                      |
| 14 | «Roberta intenta sobornar a Paolo»                                                 | 23 de noviembre de 2017   | 2.6                  |
| Roberta busca a Paolo para decirle que Natalia regresó con Julián y le ofrece dinero a cambio de que él deje completamente su vida, Paolo rechaza la propuesta y se niega a creer que su relación con Natalia terminó. |                                                                                    |                           |                      |
| 15 | «Katia regresa a la vida de Paolo»                                                 | 24 de noviembre de 2017   | 2.9                  |
| Katia no se rinde, está dispuesta a luchar por recuperar el amor de Paolo y le pide que le dé una nueva oportunidad para demostrarle que nunca más se irá. |                                                                                    |                           |                      |
| 16 | «Roberta quiere matar a Alba»                                                      | 27 de noviembre de 2017   | 3.1                  |
| Para Franco, Roberta es capaz de todo y amenaza con matar a Alba creyendo que quiere destruir a su familia. Franco evita el asesinato y le promete a Roberta que se les dará una nueva oportunidad para salvar su matrimonio. |                                                                                    |                           |                      |
| 17 | «Roberta le dice a Franco que está embarazada»                                     | 28 de noviembre de 2017   | 2.8                  |
| Tras agredir a Alba con la intención de matarla, Roberta ingresa en la clínica psiquiátrica y para evitar que Franco la deje, le hace creer que está embarazada. |                                                                                    |                           |                      |
| 18 | «Ingrid se convierte en cómplice de Roberta»                                       | 29 de noviembre de 2017   | 2.8                  |
| Ingrid llega a la clínica psiquiátrica para visitar a Roberta y descubre que acaba de matar a Luciana, para evitar que culpen a la hija de Mauro del crimen, provocan un incendio. |                                                                                    |                           |                      |
| 19 | «Natalia y Paolo se dan una nueva oportunidad»                                     | 30 de noviembre de 2017   | 2.9                  |
| Julián rompe con Natalia y ahora que está libre decide buscar a Paolo para pedirle perdón y darle otra oportunidad, a pesar de sentir miedo, Paolo acepta volver a intentarlo. |                                                                                    |                           |                      |
| 20 | «Roberta no acepta la relación de Natalia y Paolo»                                 | 1 de diciembre de 2017    | 2.7                  |
| Natalia está segura del amor que siente por Paolo, pero Roberta no acepta esa relación y la tortura diciéndole que no tiene futuro con Paolo y solo está condenando su vida. |                                                                                    |                           |                      |
| 21 | «Alba enfrenta a Ingrid»                                                           | 4 de diciembre de 2017    | 2.5                  |
| Alba se entera de que Gabriel está en peligro y busca que se lo lleve a vivir con ella, descubren que Ingrid puso en peligro su vida drogándolo para evitar que solucionen sus problemas. |                                                                                    |                           |                      |
| 22 | «Roberta busca a Tiziano»                                                          | 5 de diciembre de 2017    | 3.0                  |
| Ingrid le propone a Roberta que consiga un amante para volver a quedar embarazada y busca a Tiziano, un pretendiente del pasado. |                                                                                    |                           |                      |
| 23 | «Tiziano se reencuentra con Roberta»                                               | 6 de diciembre de 2017    | 2.9                  |
| Tiziano no perdona que Roberta se haya casado con Franco y su amor siga vivo a pesar de los años, por lo que accede a verla para un encuentro íntimo. |                                                                                    |                           |                      |
| 24 | «Natalia y Paolo pasan la noche juntos»                                            | 7 de diciembre de 2017    | 2.4                  |
| Paolo llama a Natalia para darle la noticia de que recuperó su silla de ruedas, ella llega a su apartamento y decide quedarse con él para demostrarle que su amor no tiene límites |                                                                                    |                           |                      |
| 25 | «Mauro presenta a Ingrid como su pareja»                                           | 8 de diciembre de 2017    | 2.4                  |
| Mauro quiere presentar formalmente a Ingrid a su familia, está convencido de que ella es la mujer que necesita y para eso organiza una cena en casa, pero Roberta arruina el encuentro. |                                                                                    |                           |                      |
| 26 | «Tiziano descubre que Roberta lo usó»                                              | 11 de diciembre de 2017   | 2.8                  |
| Roberta busca a Tiziano para acostarse con él y seguir sus planes de quedar embarazada, pero él le confiesa que es estéril, a pesar de saber que lo usó para que Franco no la abandone, le propone que se divorcie y regrese con él. |                                                                                    |                           |                      |
| 27 | «Roberta intenta matar a su padre»                                                 | 12 de diciembre de 2017   | 2.8                  |
| Roberta acusa a Mauro de ser el responsable de la muerte de su madre, cegada por el odio que intenta matarlo, pero Franco y Alba le impiden cometer un nuevo crimen. |                                                                                    |                           |                      |
| 28 | «Alba descubre que Roberta tiene un amante»                                        | 13 de diciembre de 2017   | 2.9                  |
| Tiziano sigue interesado en Roberta y mientras le recuerda que son amantes, Alba los encuentra a punto de besarse. |                                                                                    |                           |                      |
| 29 | «Roberta intenta suicidarse»                                                       | 14 de diciembre de 2017   | 2.5                  |
| Roberta sorprende a Alba en brazos de Franco e intenta quitarse la vida antes de verlos juntos, pero antes le pide a Franco que elija a quién prefiere. |                                                                                    |                           |                      |
| 30 | «Natalia confiesa su crimen a Alba»                                                | 15 de diciembre de 2017   | 2.8                  |
| Natalia no puede seguir soportando la culpa de haber arruinado la vida de Paolo y le confiesa a Alba que fue ella quien lo golpeó. |                                                                                    |                           |                      |
| 31 | «Katia amenaza a Natalia»                                                          | 18 de diciembre de 2017   | 2.5                  |
| Katia le pide a Natalia que confiese que fue ella quien atropelló a Paolo, le advierte que encontrará las pruebas que la culparán y disfrutará cuando la pongan en la cárcel. |                                                                                    |                           |                      |
| 32 | «Julián impide que Roberta asesine a Katia»                                        | 19 de diciembre de 2017   | 2.8                  |
| Roberta sabe que Katia es una amenaza para la libertad de Natalia, lo que obliga a Julián a encontrarse con ella en un hotel y cuando Roberta está a punto de matarla, Julián lo impide. |                                                                                    |                           |                      |
| 33 | «Paolo termina con Natalia»                                                        | 20 de diciembre de 2017   | 2.4                  |
| Paolo cree que Natalia se arrepintió de haberse casado con él y la busca para pedirles que se separen, ya que su relación nunca puede funcionar. |                                                                                    |                           |                      |
| 34 | «Natalia decide confesar su culpa»                                                 | 21 de diciembre de 2017   | 2.2                  |
| Natalia toma la decisión de buscar a Franco para confesar su crimen, pero al ver que Paolo está allí, decide hablar con los dos, pero llega Julián para evitar una vez más que Natalia se declare culpable. |                                                                                    |                           |                      |
| 35 | «Katia intenta atropellar a Natalia»                                               | 22 de diciembre de 2017   | 2.1                  |
| Katia está dispuesta a todo mientras Natalia se entregue a las autoridades y de una vez por todas confiese su crimen, por lo que la sigue e intenta abrumarla con su coche para que sienta por un momento lo que vivió Paolo. |                                                                                    |                           |                      |
| 36 | «Tiziano arruina el viaje de Alba y Franco»                                        | 25 de diciembre de 2017   | 1.5                  |
| Tiziano se entera de que Alba y Franco planearon un viaje a la playa y los hace pasar un mal rato, porque usa sus influencias para negarles alojamiento y se ven obligados a regresar a la Ciudad. |                                                                                    |                           |                      |
| 37 | «Natalia se decepciona de Franco»                                                  | 26 de diciembre de 2017   | 2.4                  |
| Roberta consigue que Natalia piense que Franco supo vencerla y gracias a sus intrigas logra que la relación entre padre e hija llegue a su fin. |                                                                                    |                           |                      |
| 38 | «Franco descubre el chantaje de Julián»                                            | 27 de diciembre de 2017   | 2.6                  |
| Franco intenta averiguar la verdad y visita a Rufino en la cárcel, quien acepta que Julián le pagó para declararse culpable de atropellar a Paolo. |                                                                                    |                           |                      |
| 39 | «Roberta se culpa de provocar el accidente de Paolo»                               | 28 de diciembre de 2017   | 2.7                  |
| Roberta le dice a Tiziano que Franco la está buscando para encerrarla en la cárcel, porque fue ella quien atropelló a Paolo, entonces le pagó a un hombre para que la culpe y pague por su crimen pero están a punto de descubrir la verdad, le asegura Tiziano. que él la ayudará. |                                                                                    |                           |                      |
| 40 | «Tiziano hace creer que Rufino se suicidó»                                         | 29 de diciembre de 2017   | 2.3                  |
| Tiziano haría cualquier cosa por Roberta, y lo demuestra matando al hombre que presuntamente confesó en su contra, todo salió a la perfección, porque hacen creer que Rufino Santos no soportó la culpa y se suicidó en su celda. |                                                                                    |                           |                      |
| 41 | «Julián está al borde de la muerte»                                                | 1 de enero de 2018        | 2.1                  |
| Tras un nuevo intento de suicidio de Roberta, Julián intenta sacarla del coche para evitar ser atropellado por el tren, pero queda atrapado y gravemente herido. |                                                                                    |                           |                      |
| 42 | «Ingrid y Roberta se unen para destruir a Alba»                                    | 2 de enero de 2018        | 2.9                  |
| Alba es la peor enemiga de Roberta y tras enterarse de que es hija de Mauro, accede a unir fuerzas con Ingrid para destruirla y hacerle pagar por todo lo que les ha hecho. |                                                                                    |                           |                      |
| 43 | «Roberta regresa a la clínica psiquiátrica»                                        | 3 de enero de 2018        | 2.8                  |
| Franco decide internar a Roberta en el hospital psiquiátrico, luego de un nuevo intento de suicidio, su vida y la de los demás corre peligro. Roberta se resiste y le pide ayuda a Tiziano, pero él no puede hacer nada y la convence de cooperar. |                                                                                    |                           |                      |
| 44 | «Natalia decide casarse con Julián»                                                | 4 de enero de 2018        | 3.0                  |
| Julián finge estar a punto de morir por tener a Natalia en sus manos, con la ayuda de Roberta manipula sus sentimientos para que ella decida cumplir su última voluntad y casarse con él. |                                                                                    |                           |                      |
| 45 | «Franco no podrá seguir defendiendo a Alba»                                        | 5 de enero de 2018        | 2.6                  |
| Mauro cumple la orden de Roberta y convence a Franco de que no siga defendiendo a Alba ya que están involucrados sentimentalmente y Tiziano podría usar la información para ganar el juicio. |                                                                                    |                           |                      |
| 46 | «Franco impide la boda de Natalia»                                                 | 8 de enero de 2018        | 2.9                  |
| Franco evita que Natalia se equivoque, la convence de que casarse con Julián por gratitud no es lo correcto porque realmente ama a Paolo. |                                                                                    |                           |                      |
| 47 | «Natalia le suplica a Paolo que la perdone»                                        | 9 de enero de 2018        | 2.7                  |
| Tras enterarse de que Natalia no se casó, Paolo accede a darle una nueva oportunidad porque cree que ella realmente está arrepentida y lo ama. |                                                                                    |                           |                      |
| 48 | «Franco se entera de que Natalia atropelló a Paolo»                                | 10 de enero de 2018       | 2.8                  |
| Natalia ya no quiere seguir mintiendo y decide confesar que destrozó la vida del hombre que más ama, pero Franco recibe el vídeo de Ingrid en el que Alba confiesa que Natalia atropelló a Paolo. |                                                                                    |                           |                      |
| 49 | «Paolo se entera de que Natalia lo atropelló»                                      | 11 de enero de 2018       | 2.8                  |
| La culpabilidad de Natalia en el accidente de Paolo se evidencia en un artículo del diario, supuestamente firmado por Alba. |                                                                                    |                           |                      |
| 50 | «Natalia se entrega a las autoridades»                                             | 12 de enero de 2018       | 2.6                  |
| Natalia cumple su palabra y llama a la policía para que se rinda. En medio del escándalo, la hija del prestigioso abogado Franco Urzúa es detenida y llevada por las autoridades. |                                                                                    |                           |                      |
| 51 | «Alba sufre por el secuestro de Gabriel»                                           | 15 de enero de 2018       | 3.0                  |
| Roberta quiso ver sufrir a Alba y lo consiguió con la ayuda de Tiziano, quien ordenó el secuestro de Gabriel, al enterarse de que estaba enfermo, prefirió deshacerse de él y ordenó que lo mataran, pero gracias a operación, el hijo de Alba fue liberado. |                                                                                    |                           |                      |
| 52 | «Alba y Natalia se encuentran en prisión»                                          | 16 de enero de 2018       | 3.3                  |
| Gracias a la astucia de Tiziano, Alba vuelve a la prisión donde conoce a Natalia, quien confiesa que está embarazada. |                                                                                    |                           |                      |
| 53 | «Ingrid es sospechosa de causar la muerte de Javier»                               | 17 de enero de 2018       | 3.3                  |
| Llegó el día de la audiencia de Alba, un nuevo testigo compromete su libertad, pero gracias a la defensa de Franco y Gael, Ingrid comienza a sospechar de haber provocado la muerte de Javier. |                                                                                    |                           |                      |
| 54 | «Roberta salva la vida de Franco»                                                  | 18 de enero de 2018       | 3.2                  |
| Franco firma la petición de divorcio, ahora le toca a Roberta y Tiziano se encarga de obligarla a firmar, de lo contrario dará la orden de matar a Franco en ese momento. |                                                                                    |                           |                      |
| 55 | «Alba es apuñalada en la cárcel»                                                   | 19 de enero de 2018       | 3.2                  |
| Tras proteger de nuevo a Natalia, Alba es atacada en prisión por orden de Tiziano, recibe una puñalada que deja su vida en peligro de muerte. |                                                                                    |                           |                      |
| 56 | «Alba recupera su libertad»                                                        | 22 de enero de 2018       | 3.0                  |
| Alba logra recuperarse del ataque sufrido en la cárcel y Franco es el encargado de informarle que el juez dio la orden de afrontar su proceso judicial en libertad, pero al salir se entera de que Gabriel huyó de la casa de Mauro. |                                                                                    |                           |                      |
| 57 | «Roberta asesina a Franco»                                                         | 23 de enero de 2018       | 3.2                  |
| Julián le muestra a Franco el video que muestra que Roberta mató al único testigo del accidente de Paolo. Franco busca a Roberta con la intención de hacerla pagar por su crimen. |                                                                                    |                           |                      |
| 58 | «Mauro protege la vida de Franco»                                                  | 24 de enero de 2018       | 3.2                  |
| Franco no murió, pero debido a los golpes sufre de amnesia y todo el tiempo ha permanecido bajo tratamiento médico. |                                                                                    |                           |                      |
| 59 | «Paolo peleará la custodia de su hijo»                                             | 25 de enero de 2018       | 3.5                  |
| Paolo está seguro de que el hijo que Natalia espera es suyo, pero no le permitirá crecer en la cárcel y luchará por quedarse con él para formar una familia con Katia. |                                                                                    |                           |                      |
| 60 | «Franco está decidido a recuperar el amor de Roberta»                              | 26 de enero de 2018       | 3.1                  |
| Franco no recuerda nada del último año de su vida, mientras habla con Gael sobre la posibilidad de recuperar el amor de Roberta, Alba lo escucha y termina con el corazón roto. |                                                                                    |                           |                      |
| 6162 | «Natalia se casa con Julián»«Alba y Franco tienen la oportunidad de amar otra vez» | 28 de enero de 2018       | 3.3                  |
| Julián le pide a Natalia que se case con él para evitar que Paolo se lleve a su hijo, y ella acepta la propuesta. Paolo también quiere seguir con sus planes y se casa con Katia. Ingrid se declara culpable de provocar la muerte de Javier, Roberta acaba con su vida y no hay impedimento para que Alba y Franco vivan su amor con sus hijos. Gabriel recupera la salud gracias a Natalia, que vive feliz con el perdón de Paolo, el gran amor de su vida. |                                                                                    |                           |                      |

## Premios y nominaciones

### Premios TVyNovelas 2018
| Categoría                  | Nominados                                           | Resultados |
| -------------------------- | --------------------------------------------------- | ---------- |
| Mejor telenovela           | Angelli Nesma Medina                                | Nominada   |
| Mejor villana              | Daniela Castro                                      | Ganadora   |
| Mejor villano              | Pedro Moreno                                        | Nominado   |
| Mejor primer actor         | Enrique Rocha                                       | Nominado   |
| Mejor actor juvenil        | Juan Diego Covarrubias                              | Nominado   |
| Mejor dirección de cámaras | Alejandro Frutos Maza                               | Nominado   |
| Mejor dirección de escena  | Sergio Cataño y Claudio Reyes Rubio (1)             | Nominados  |
| Mejor guion o adaptación   | Juan Carlos Alcalá, Rosa Salazar, y Fermín Zúñiga   | Nominados  |
| Mejor tema musical         | «Me declaro culpable» (María José y Manuel Mijares) | Nominados  |
| Mejor reparto              | Angelli Nesma Medina                                | Nominada   |

- (1): Nominación póstuma